# Orthotrichum commutatum
Orthotrichum commutatum là một loài rêu trong họ Orthotrichaceae. Loài này được Bruch mô tả khoa học đầu tiên năm 1827.